# Leonid Gaidai
Leonid Gayday (30 de janeiro de 1923 – 19 de novembro de 1993) foi um diretor de cinema russo.